# Meghri (rivière)
Pour l’article homonyme, voir Meghri.
La rivière Meghri (en arménien : Մեղրի) est une rivière du sud de l'Arménie et un affluent de l'Araxe (nord, gauche), donc un sous-affluent de la Koura.

## Géographie
Elle prend sa source dans la région de Syunik et passe notamment dans la ville du même nom.